# 元気丸 (お笑いコンビ)
元気丸（げんきまる）は、オフィスまめかなに所属するお笑いコンビ。広島の呉工業高等専門学校で一緒に学び、同じ会社（佐藤建設工業株式会社）に就職していたが、清水宏のお笑いヨットスクールを経由してオフィスまめかなに所属。
2024年11月末で解散。水戸はお笑いを辞め測量関係の仕事に就き、北岡は引き続き土木ネタを中心とした芸人を続けるとしている。

## メンバー
- 水戸 竜司（みと りゅうじ、本名:同じ）、生年月日：1988年4月5日（36歳）、血液型：O型。
広島県広島市出身。呉工業高等専門学校卒業[3]。
趣味は落語鑑賞、高校野球観戦、製菓、公営ギャンブル全般、サッカー、相方北岡へのイタズラ。
特技は前職を活かした施工管理、測量、製図、調理と、居酒屋で堂々とお通しカットを頼めること。
2級土木施工管理技士、調理師の資格を持つ[5]。
しゃばぞう軍団技術班[3]として、しゃばぞうの単独ライブや東京ペールワンのユンボ安藤、錦鯉の渡辺隆、しゃばぞうの3人で行っているトークライブ「関東平野」など、様々なライブの受付、音響などを担うことも多い。
スローガンは『子供達に誇れる漫才を』。

- 北岡 一成（きたおか いっせい、本名:同じ）、生年月日:1989年2月17日（36歳）、血液型：A型。
広島県広島市出身。呉工業高等専門学校卒業[2]。
趣味は野球、カープ観戦、ピタゴラスイッチ鑑賞で、平成仮面ライダー、車、バイクに詳しい。
特技は施工管理、測量、CAD、そして相方水戸への注意。2級土木施工管理技士、測量士補の資格を持つ[5]。

## 芸風
- 建設会社に勤務していた経歴を活かし、土木漫才と評される建設会社や土木工事のワードを入れた漫才を行う[6]。

## 賞レース戦績

### M-1グランプリ
| 年度             | 結果      | No.  | 備考 |
| ---------------- | --------- | ---- | ---- |
| 2015年（第11回） | 1回戦敗退 | 847  |      |
| 2016年（第12回） | 1回戦敗退 | 1710 |      |
| 2017年（第13回） | 2回戦進出 | 1227 |      |
| 2018年（第14回） | 1回戦敗退 | 1188 |      |
| 2019年（第15回） | 2回戦進出 | 2327 |      |
| 2020年（第16回） | 1回戦敗退 | 2351 |      |
| 2021年（第17回） | 2回戦進出 | 1395 |      |
| 2022年（第18回） | 3回戦進出 | 3370 |      |
| 2023年（第19回） | 2回戦進出 | 519  |      |